# Championnats d'Europe de slalom (canoë-kayak) 2002
Navigation
2000 2004
Les championnats d'Europe de slalom de canoë-kayak se déroulent à Bratislava (Slovaquie) du 12 au 14 juillet 2002.

## Résultats

### Hommes

#### Canoë
| Épreuve                     | Or | Or     | Argent | Argent | Bronze                                                                                     | Bronze |
| --------------------------- | --- | ------ | --- | ------ | ------------------------------------------------------------------------------------------ | ------ |
| Canoë monoplace par équipes | Slovaquie Michal Martikán Juraj Minčík Alexander Slafkovský                                            | 232.77 | Allemagne Stefan Pfannmöller Jan Benzien Sören Kaufmann                                                         | 237.22 | Pologne Mariusz Wieczorek Krzysztof Bieryt Grzegorz Wojs                                   | 239.60 |
| Canoë biplace par équipes   | Slovaquie Pavol Hochschorner & Peter Hochschorner Milan Kubáň & Marián Olejník Pavol Hric & Roman Vajs | 246.59 | France Philippe Quémerais & Yann Le Pennec Martin Braud & Cédric Forgit Alexandre Lauvergne & Nathanael Fouquet | 250.37 | Allemagne Kai Walter & Frank Henze Kay Simon & Robby Simon André Ehrenberg & Michael Senft | 256.21 |
| Canoë monoplace             | Mariusz Wieczorek (POL)                                                                                | 206.17 | Tony Estanguet (FRA)                                                                                            | 208.70 | Jan Benzien (GER)                                                                          | 211.50 |
| Canoë biplace               | Slovaquie Pavol Hochschorner Peter Hochschorner                                                        | 214.73 | Tchéquie Marek Jiras Tomáš Máder                                                                                | 215.58 | Tchéquie Jaroslav Volf Ondřej Štěpánek                                                     | 219.27 |

#### Kayak
| Épreuve           | Or                                                    | Or     | Argent                                        | Argent | Bronze                                        | Bronze |
| ----------------- | ----------------------------------------------------- | ------ | --------------------------------------------- | ------ | --------------------------------------------- | ------ |
| Kayak par équipes | Allemagne Thomas Becker Thomas Schmidt Claus Suchanek | 109.90 | Tchéquie Ondřej Raab Ivan Pišvejc Tomáš Kobes | 110.80 | Slovaquie Peter Cibák Ján Šajbidor Tomáš Mráz | 112.04 |
| Kayak monoplace   | Paul Ratcliffe (GBR)                                  | 199.51 | Helmut Oblinger (AUT)                         | 200.56 | Peter Cibák (SVK)                             | 201.74 |

### Dames

#### Kayak
| Épreuve           | Or                                                           | Or     | Argent                                                         | Argent | Bronze                                                    | Bronze |
| ----------------- | ------------------------------------------------------------ | ------ | -------------------------------------------------------------- | ------ | --------------------------------------------------------- | ------ |
| Kayak par équipes | Tchéquie Marie Řihošková Irena Pavelková Štěpánka Hilgertová | 250.89 | Slovaquie Elena Kaliská Gabriela Stacherová Gabriela Zamišková | 258.27 | France Anne-Lise Bardet Anne-Line Poncet Mathilde Pichery | 272.16 |
| Kayak monoplace   | Elena Kaliská (SVK)                                          | 219.50 | Irena Pavelková (CZE)                                          | 223.15 | Štěpánka Hilgertová (CZE)                                 | 225.62 |

## Tableau des médailles
| Rang  | Nation          | Or | Argent | Bronze | Total |
| ----- | --------------- | -- | ------ | ------ | ----- |
| 1     | Slovaquie       | 4  | 1      | 2      | 7     |
| 2     | Tchéquie        | 1  | 3      | 2      | 6     |
| 3     | Allemagne       | 1  | 1      | 2      | 4     |
| 4     | Pologne         | 1  | 0      | 1      | 2     |
| 5     | Grande-Bretagne | 1  | 0      | 0      | 1     |
| 6     | France          | 0  | 2      | 1      | 3     |
| 7     | Autriche        | 0  | 1      | 0      | 1     |
| Total | Total           | 8  | 8      | 8      | 24    |